# Content Management Framework
Del Inglés Content management framework - CMF o marco de gestión de contenidos, es una interfaz de programación de aplicaciones para personalizar la creación de un sistema de gestión de contenidos.
Algunos sistemas son:
| Nombre            | Tecnologías                                                |
| ----------------- | ---------------------------------------------------------- |
| Communiqué        | JSP                                                        |
| Apache Cocoon     | Java                                                       |
| Apache Jackrabbit | Java                                                       |
| AxKit             | Perl                                                       |
| Catalyst          | Perl                                                       |
| CherryPy          | Python                                                     |
| Drupal            | PHP, trabaja con MySQL, PostgreSQL o SQLite                |
| ArihuaOpen        | PHP                                                        |
| Ekklesia 360 CMS  | PHP & MySQL                                                |
| eZ Publish        | PHP & MySQL                                                |
| Jakarta Slide     | Java                                                       |
| Joomla!           | PHP & MySQL                                                |
| Mambo             | PHP & MySQL                                                |
| Maypole           | Perl                                                       |
| Midgard           | PHP & MySQL                                                |
| MODx CMS          | PHP 4.1.x-5 and MySQL 3.2x-5                               |
| Monk CMS          | PHP & MySQL                                                |
| OpenACS           | AOLserver & PostgreSQL o Oracle                            |
| phpXCore          | PHP & MySQL                                                |
| Pier              | Smalltalk & Seaside                                        |
| Plone             | Python                                                     |
| RIFE              | Java                                                       |
| SAPID CMF         | PHP 4/5, trabaja con MySQL                                 |
| Seagull           | PHP 4/5, trabaja con MySQL, Oracle o PostgreSQL            |
| SilverStripe      |                                                            |
| TangoCMS          | PHP5 & MySQL                                               |
| Grails            | Java                                                       |
| TYPO3             | PHP & MySQL                                                |
| Xaraya            | PHP & MySQL                                                |
| XOOPS             | PHP & MySQL                                                |
| Cuyahoga          | ASP.NET & MySQL, PostgreSQL, MS SQL (basado en NHibernate) |